# Ciclismo nos Jogos Pan-Americanos de 2015 - Velocidade por equipes feminino
A competição de velocidade por equipes feminino foi um dos eventos do ciclismo nos Jogos Pan-Americanos de 2015 em Toronto. Foi disputada no Velódromo Cisco Pan e Parapan-Americano de Milton, em Milton no dia 16 de julho.

## Calendário
Horário local (UTC-4).
| Data        | Horário | Fase         |
| ----------- | ------- | ------------ |
| 16 de julho | 12:30   | Qualificação |
| 16 de julho | 18:53   | Final        |

## Medalhistas
| Ouro   | CAN Kate O'Brien Monique Sullivan  |
| Prata  | CUB Lisandra Guerra Marlies Mejias |
| Bronze | COL Diana García Juliana Gaviria   |

## Recordes
Recordes mundial e pan-americano antes da disputa dos Jogos Pan-Americanos de 2015.
| Tipo                             | Atleta    | Tempo  | Local         | Data                    |
| -------------------------------- | --------- | ------ | ------------- | ----------------------- |
|                                  | China     | 32.034 | Saint-Quentin | 18 de fevereiro de 2015 |
| Recorde dos Jogos Pan-Americanos | Venezuela | 33.611 | Guadalajara   | 17 de outubro de 2011   |

## Resultados

### Qualificação
| Colocação | Nacionalidade | Ciclista                                       | Tempo  | Notas |
| --------- | ------------- | ---------------------------------------------- | ------ | ----- |
| 1         | CAN Canadá    | Kate O'Brien Monique Sullivan                  | 33.584 | Q,    |
| 2         | CUB Cuba      | Lisandra Guerra Marlies Mejias                 | 34.414 | Q     |
| 3         | COL Colômbia  | Diana García Juliana Gaviria                   | 34.592 | Q     |
| 4         | MEX México    | Frany Fong Luz Gaxiola                         | 34.902 | Q     |
| 5         | VEN Venezuela | Angie González Mariaesthela Vilera             | 35.318 |       |
| 6         | ARG Argentina | Deborah Coronel Cristina Irma Greve            | 36.921 |       |
| 7         | GUA Guatemala | Maria Jimenez Galicia Joanne Rodriguez Haconen | 37.552 |       |

### Final

#### Disputa pelo bronze
| Colocação         | Nacionalidade | Ciclista                     | Tempo  | Notas |
| ----------------- | ------------- | ---------------------------- | ------ | ----- |
| Medalha de bronze | COL Colômbia  | Diana García Juliana Gaviria | 34.663 |       |
| 4                 | MEX México    | Frany Fong Luz Gaxiola       | 35.254 |       |

#### Disputa pelo ouro
| Colocação        | Nacionalidade | Ciclista                       | Tempo  | Notas |
| ---------------- | ------------- | ------------------------------ | ------ | ----- |
| Medalha de ouro  | CAN Canadá    | Kate O'Brien Monique Sullivan  | 33.959 |       |
| Medalha de prata | CUB Cuba      | Lisandra Guerra Marlies Mejias | 34.813 |       |

Legenda
| Recorde mundial                  | Recorde mundial (World record)               |                       | Recorde africano                      | Recorde africano (African) |                                           | Q | Classificado por posição (Qualified) |
| Recorde dos Jogos Pan-Americanos | Recorde pan-americano (Pan-American record)  | Recorde da América    | Recorde da América (Americas)         | q                          | Classificado por melhor tempo (Qualified) |   |                                      |
| Melhor marca do ano              | Melhor marca do ano (World leading)          | Recorde asiático      | Recorde asiático (Asian)              | DNS                        | Não largou (Did not start)                |   |                                      |
| Recorde nacional                 | Recorde nacional (National record)           | Recorde europeu       | Recorde europeu (European)            | DNF                        | Não terminou (Did not finish)             |   |                                      |
| Recorde pessoal                  | Recorde pessoal do atleta (Personal best)    | Recorde da Oceania    | Recorde da Oceania (Oceania)          | DSQ / DQ                   | Desclassificado (Disqualified)            |   |                                      |
| Recorde da temporada             | Recorde da temporada do atleta (Season best) | Recorde sul-americano | Recorde sul-americano (South America) | NM                         | Sem marca (No mark)                       |   |                                      |